# HCard
hCard — мікроформат семантичної верстки для публікації персонально та корпоративної контактної інформації. З точністю до полів відповідає формату обміну контактною інформацією vCard (RFC 2426).

## Приклад
Хай ми пишемо на сторінці такі контакти:
Тепер, не змінивши їх зовнішнього вигляду, ми можемо додати в код метаінформацію, яка пояснить комп'ютеру суть кожного поля:
```
<
div
 
class
=
"vcard"
>

    
<
div
 
class
=
"fn"
>
Петрик П'яточкін
</
div
>

    
<
div
 
class
=
"org"
>
Дитсадок
</
div
>

    
<
div
 
class
=
"tel"
>
1234567890
</
div
>

    
<
a
 
class
=
"url"
 
href
=
"http://example.com/"
>
http://example.com/
</
a
>

</
div
>

```

Програма-парсер зможе згенерувати за цією сторінкою файл vCard, який можна буде додати до поштового клієнта, чи в іншу базу даних.
hCard містить дуже багато різних полів, обов'язковим є хіба що class="fn". Для зручнішого їх заповнення можна використати майстра.